# ユルゲン・フベルト
ユルゲン・フベルト（Jürgen Hubbert、1939年7月24日 - 2021年1月12日）は、ドイツの実業家である。ドイツの自動車メーカーであるダイムラークライスラーにおいて取締役を務めたことで知られる。
その経歴において、1990年から2005年にかけ、15年に及ぶ長期に渡って同社乗用車部門（メルセデス・カーズ）を指導的立場の一人として率い続けたことで著名で、しばしば「ミスター・メルセデス」の異名で呼ばれる。

## 経歴
シュトゥットガルト大学で工学を学び、1965年に卒業。同年にダイムラー・ベンツに入社し、1973年までジンデルフィンゲン工場の製造部門において製造管理業務や運営関連の様々な業務に従事した。
1990年代の初めにダイムラー・ベンツの仕事と並行してカールスルーエ工科大学の機械工学部で教鞭を執った。

### 取締役
1987年にダイムラー・ベンツ社の取締役会の副メンバーとなり、1990年にはダイムラー・ベンツの子会社のメルセデス・ベンツ社で乗用車製造と商用車開発の責任者を任された。メルセデス・ベンツ社の取締役会会長（最高経営責任者）であるヴェルナー・ニーファー、その補佐をしていたヘルムート・ヴェルナーが進めていたラインナップの拡張をフベルトは推し進め、Aクラス、Mクラス、CLKクラス、スマート、マイバッハなどの追加に携わった。
また、1980年代までメルセデス・ベンツ車の競合といえるブランドはBMWくらいしかなかったが、フベルトが乗用車分野の担当となった1990年代初めに、新興ブランドのレクサスが台頭したことから、フベルトはその対応も迫られた。同ブランドの車両価格はメルセデス・ベンツの同クラス車と比べてかなり安価であり、フベルトはそれ以前から悪化していた収益性と、高まっていたコストの改善にあたった。Sクラスのコンセプトの見直し（W220）はそのひとつである。
1995年に親会社であるダイムラー・ベンツの取締役会会長（最高経営責任者）となったユルゲン・シュレンプは子会社のメルセデス・ベンツ社をダイムラー・ベンツに再統合することを計画し、フベルトはディーター・ツェッチェ（メルセデス・ベンツ社の販売担当取締役）とともにそれに協力した。その見返りとして、1997年にダイムラー・ベンツ（翌年にダイムラークライスラーとなる）の取締役の一員に正式に迎え入れられ、以降は自動車の開発部門と製造部門の責任者を担当した。

### ラインナップの拡充に伴う役割
1997年に発売された初代Aクラス（W168）がエルクテストで転倒することが発覚し、発売早々に全車がリコールとなる不祥事に際しては、その批判の矢面に立った。同じく、新設のアラバマ工場（MBUSI）で生産されて1997年に発売された初代Mクラス（W163）についても、発売当初は品質の低さが問題視され、フベルトはその点を率直に認めた。
初期のつまづきこそあったものの、その後、改良されたAクラス（W168）はモデルチェンジを迎えるまでの7年間で110万台というメルセデス・ベンツ車としては前例のない多数となる台数を売り上げ、「アラバマ・メルセデス」と揶揄された初代Mクラス（W163）も50万台以上を売り上げるヒットとなり、当初は年間生産台数を65,000台と見込んで建設されたアラバマ工場は10年後には年間生産台数160,000台の規模にまで拡張された。
また、従来のメルセデス・ベンツ・Sクラスの上に位置付けられる最高級車として「マイバッハ」の立ち上げも推し進めた。こちらは2002年に設立されたものの、商業的には失敗に終わり、フベルト退任後の2011年に廃止された。

### モータースポーツ
フベルトは1990年代前半のメルセデス・ベンツのF1参戦（復帰）においても決定的な役割を果たした。1991年末にそれまでザウバーとともに進められていたF1参戦計画が破棄され、メルセデス・ベンツのモータースポーツ部門の責任者だったヨッヘン・ニアパッシュも去り、フベルトはニアパッシュの後任としてノルベルト・ハウグを任命した。以降、フベルトは同社のF1やDTMにおける活動を後ろ盾として支えた。
また、当時、F1に参入していた自動車メーカーがバーニー・エクレストン体制への牽制として設立を企図していたグランプリ・ワールド・チャンピオンシップ（GPWC。開催は実現しなかった）において、フベルトは2003年から2005年にかけてその組織の会長を務めた。

### その後
2005年にフベルトは引退し、自動車部門の責任者の座はエックハルト・コルテスによって引き継がれた。

## 人物
温厚な人物であることで知られ、ドイツ側（ダイムラー）とアメリカ側（クライスラー）で衝突の多かった合併初期のダイムラークライスラーにおいて、誰とも衝突することはなかったと言われている。その一方、意見することは意見し、剛腕で知られるCEOのユルゲン・シュレンプに「ノー」と言える（そして敵対関係にはならなかった）人物だったとも言われている。

## 栄典
- 2000年・オーストリア共和国功績勲章（英語版）
- 2004年・一等功労十字章（ドイツ連邦共和国功労勲章）
- 2015年・Academic citizenship（カールスルーエ工科大学）